# 海南瓶蕨
海南瓶蕨（学名：Vandenboschia hainanensis）为膜蕨科瓶蕨属下的一个种。其种加词“hainanensis”意为“海南的”。
现接受名为瓶蕨（Vandenboschia auriculata (Blume) Copel., 1938）。